# 無限十六 vol.2 -PARK AVENUE-
『無限十六 vol.2 -PARK AVENUE-』は、INFINITY16がプロデュースしたコンピレーションアルバム。

## 概要
- INFINITY16プロデュースによるワンウェイアルバム『無限十六シリーズ』の第2弾。「PARK AVENUE ridiin」を使用した楽曲が収録されている。
- 『無限十六 vol.1 -R.A.W.-』と同時発売となった。

## 収録曲
1. 暴走族 / BLUE SWORD
2. はじまりの合図 / DAISEN & BIGGA RAIJI
3. HI-KING / RYO the SKYWALKER
4. DRIVIN' / MUNEHIRO
5. PARTY TIME / SHOCK EYE（湘南乃風）
6. 輪になる / Jr.DEE
7. SAIKOH!!!!!!!  / HAN-KUN（湘南乃風）
8. NEW MEMORY / RUDEBWOY FACE & AKANE
9. ザ・ガマン / RED RICE & 若旦那（湘南乃風）
10. Upstream or Downstream? / MSC
11. 馬鹿にされても止まりません / GOKI